# Mer de Humboldt
Mare Humboldtianum
La mer de Humboldt (nommée d'après Alexander von Humboldt), en latin Mare Humboldtianum, est une mer lunaire située dans le bassin de Humboldt, immédiatement à l'est de Mare Frigoris. Elle est située sur la bordure nord-est du disque lunaire et chevauche la face visible et la face cachée de la Lune. Du fait de cette position, son observation est dépendante des librations. Dans certaines occasions, Mare Humboldtianum n'est pas visible depuis la terre.
Le matériau du bassin remonte à l'ère du Nectarien, tandis que le matériau de la mer elle-même remonte à l'Imbrien supérieur. La partie sud-est du bassin, d'un gris plus léger, est une région de collines.
Les coordonnées sélénographiques de cette mer sont 56.8° N, 81.5° E, son diamètre est de 273 km. Le bassin fait lui-même 600 km. Bel'kovich est un cratère notable de cette mer.
Cette mer fut baptisée ainsi par Johann H. Mädler d'après Alexander von Humboldt, en reconnaissance de ses explorations des terres inconnues. Avec Mare Smythii, il s'agit de la seule mer nommée d'après un individu.